# Robert Goddard

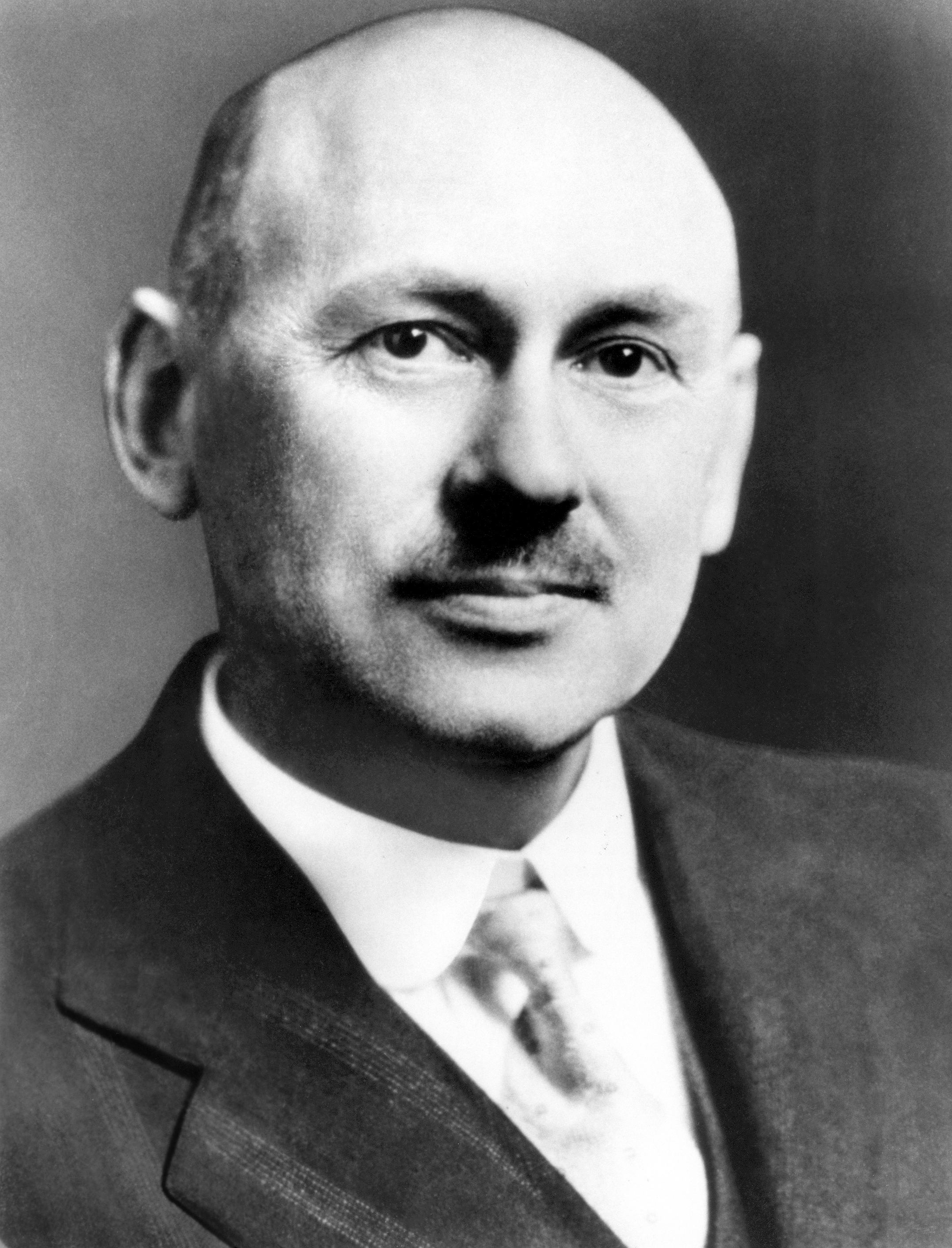
Robert Hutchings Goddard

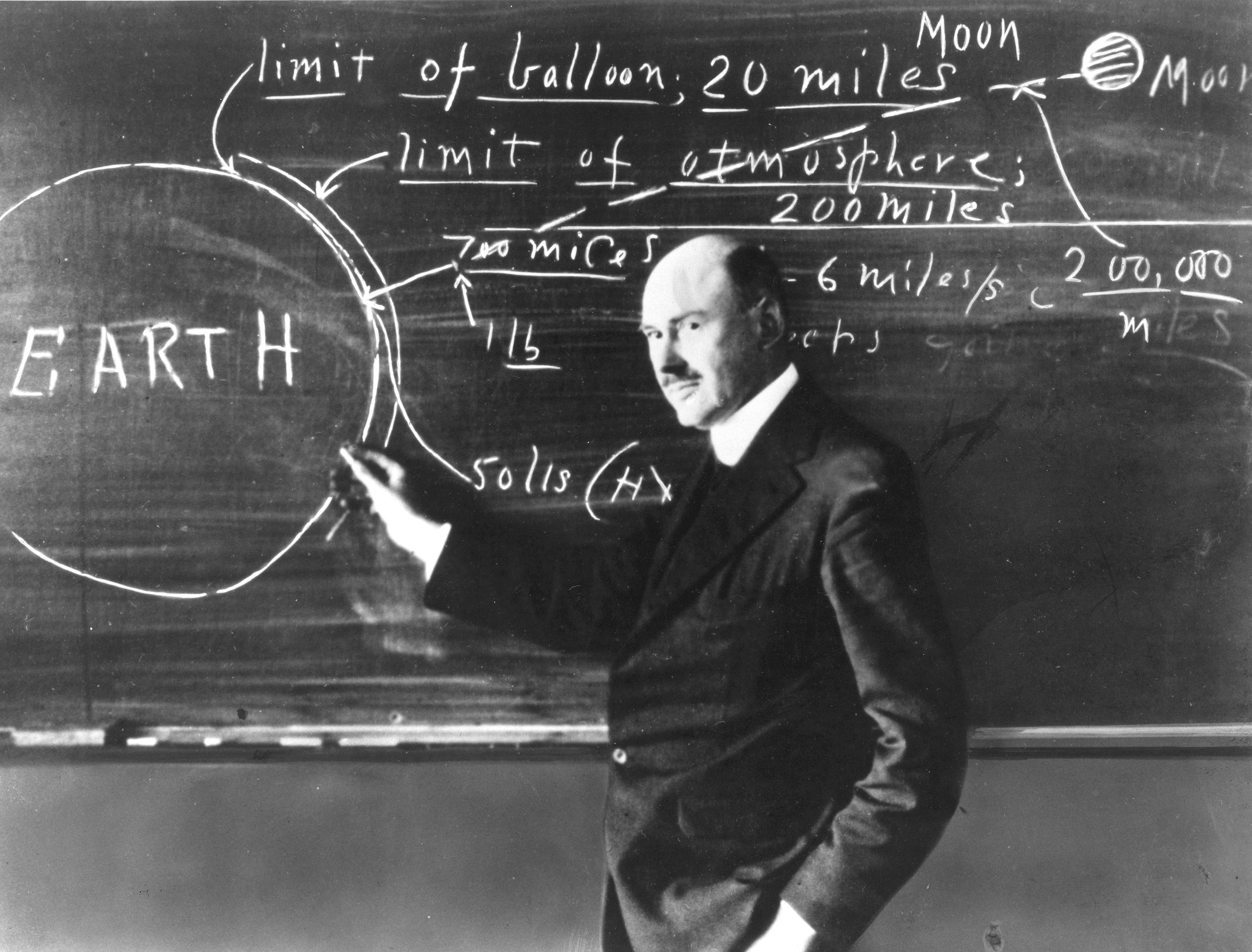
Goddard an der Tafel der Clark University 1924

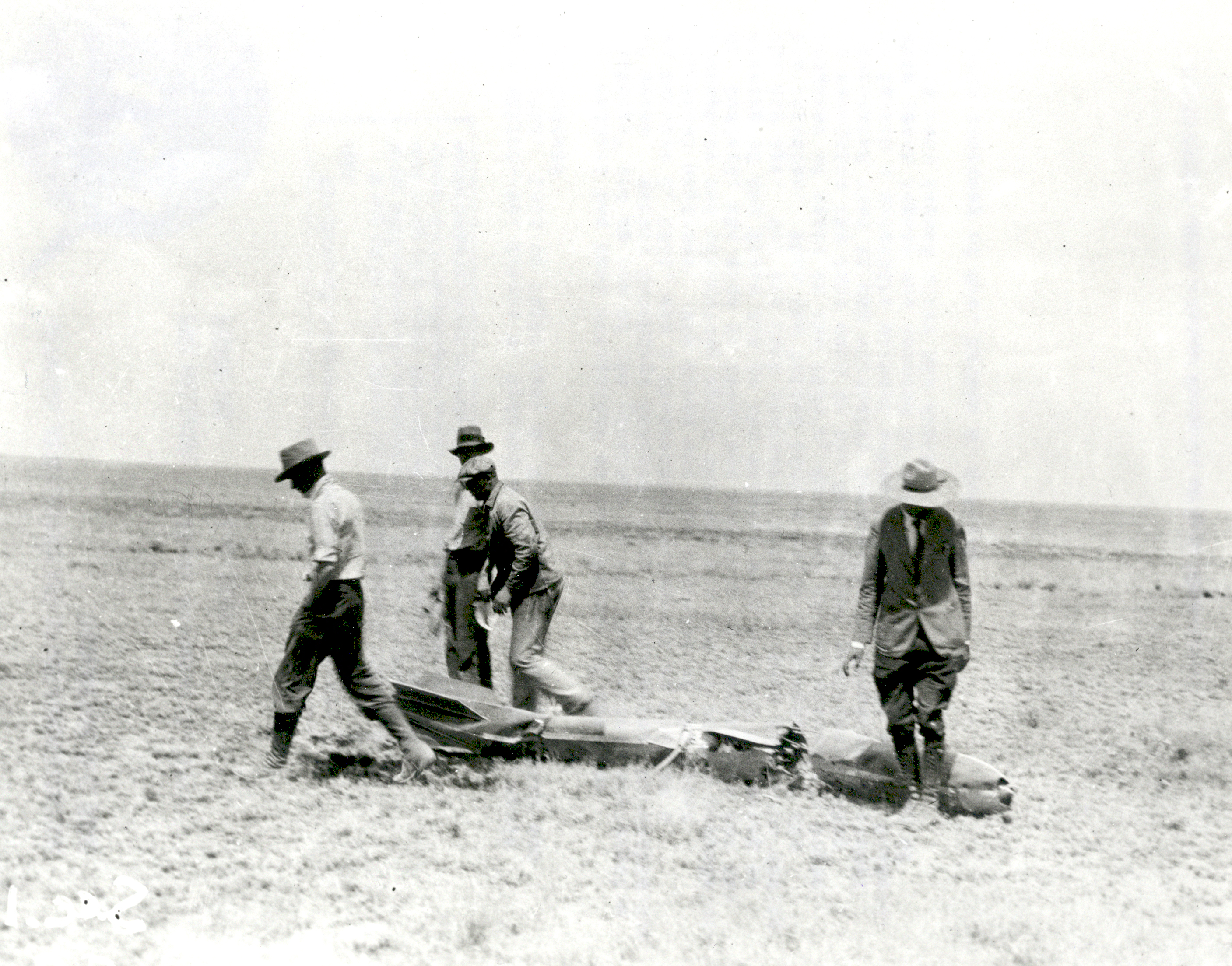
Das Team von Robert H. Goddard nach einem Rakententest in New Mexico 1932

Robert Hutchings Goddard (* 5. Oktober 1882 in Worcester, Massachusetts, USA; † 10. August 1945 in Baltimore, Maryland) war ein amerikanischer Wissenschaftler und Raketenpionier. Seine volle Bedeutung für die Technik und Raumfahrt wurde aber erst posthum anerkannt.

## Leben und Werk
Robert war das einzige überlebende Kind von Fannie Louise Hoyt und Nahum Danford Goddard. Bereits als Kind interessierte er sich für das Weltall, nachdem er Der Krieg der Welten gelesen hatte, einen utopischen Roman von H. G. Wells. Als Kind litt er unter Tuberkulose und hatte viel Zeit zum Lesen, weil er manchmal nicht zur Schule gehen konnte. Er besuchte das Worcester Polytechnic Institute, das er 1908 mit dem Bachelor of Science (B.S.) in Physik abschloss. Danach studierte Goddard weiter Physik an der Clark University in Worcester (Massachusetts), erhielt 1910 dort den Master und promovierte im Jahr darauf in Physik. 1912 ging er in das Palmer Physical Laboratory der Princeton University. Später unterrichtete er als Teilzeit-Lehrer in Physik an der Clark University und 1923 wurde er dort Leiter des Physiklabors. 
1920 publizierte die Smithsonian Institution seine zukunftsträchtige Abhandlung Methods for Reaching Extreme Altitudes (Methoden zum Erreichen extremer Höhen), in der er behauptete, dass Raketen genutzt werden könnten, um Nutzlasten auf den Mond zu schicken. Die Presse fand es absurd, dass Raketen jemals den Mond erreichen können, machte sich über seine Veröffentlichung lustig und titulierte ihn „Moon Man“ (Mondmann). Um weiterer Beobachtung zu entgehen, zog Goddard schließlich nach New Mexico, wo er seine Forschung im Stillen durchführen konnte. Im März 1937 behauptete die Presse, Goddard würde „die letzten Vorbereitungen für den Abschuß einer Mondrakete“ am 12. Mai treffen. Anfang Juli wurde dann spekuliert, er habe einen „Betriebsstoff für die Rakete zusammengestellt, der es möglich machen soll, die von ihm konstruierte Rakete bis an den Mond zu bringen. So werden derzeit in der Nähe von Boswell in Neu-Mexiko zwei Türme errichtet, von denen schon im Laufe dieses Sommers der Flug zum Mond angetreten werden soll.“ Zu Goddards Lebzeiten zog seine Arbeit kaum ernsthafte Aufmerksamkeit auf sich. 
Bis 1914 hatte Goddard bereits zwei US Patente (#1,103,503 und #1,102,653) erhalten: eins für eine Rakete mit flüssigem Brennstoff und das andere für eine zwei- oder dreistufige Rakete mit festem Brennstoff. Bis dahin wurde der Antrieb mit verschiedenen Sorten Schießpulver erzeugt. 
1924 heiratete er Esther Christine Kisk.
Ähnlich wie Konstantin Eduardowitsch Ziolkowski und Hermann Oberth machte sich auch Robert Goddard frühzeitig Gedanken über Raumflüge zum Mond und zum Mars. Wegen seiner kühnen Raumflugvisionen wurde er jedoch als Phantast abgetan und geriet in Bezug auf die Raumfahrt fast völlig in Vergessenheit.
Erfolgreicher war Goddard im Bereich der Raketenentwicklung. Er entwickelte bereits um 1918 militärische Feststoffraketen und auch den Prototyp der Bazooka, einer Panzerabwehrrakete. Die Bazooka wurde erst nach dem Ende des Ersten Weltkriegs fertiggestellt und kam so erst im Zweiten Weltkrieg zum Einsatz.
Er entwickelte nicht nur die mathematischen Grundlagen des Raketenantriebs und eine praktikable Technik von Raketentests (Triebwerks-Prüfstand etc.), sondern bewies auch, dass Raketenantriebe im Vakuum Schub produzieren können, was die Raumfahrt erst möglich macht.
Ab 1916 beschäftigte sich Goddard mit der Entwicklung von Flüssigkeitsraketen. Die Smithsonian Institution (siehe auch SAO) unterstützte ihn dabei finanziell. Der erste Brennversuch eines Raketenmodells fand am 6. Dezember 1925, ein erster erfolgreicher Raketenstart am 16. März 1926 statt. Obwohl diese Rakete nur 2,5 Sekunden in der Luft war, lediglich 50 m weit und nur knapp 14 m hoch flog, bewies diese, dass Goddards Raketenträume Wirklichkeit werden können. Der Startplatz dieser Raketen ist heute unter der Bezeichnung Goddard Rocket Launching Site als National Historic Landmark anerkannt.
Am 17. Juli 1929 startete Goddard die erste flüssigkeitsgetriebene Rakete mit einer wissenschaftlichen Nutzlast. An Bord waren ein Barometer, ein Thermometer und eine Kamera. Die Rakete erreichte eine Höhe von 27 Metern. Aufgrund des großen Lärms beim Start bekam er damals einige Probleme mit den Behörden und es wurde ihm ein Startverbot für seine Raketen in Massachusetts erteilt. Durch die darauf folgenden Zeitungsberichte wurde Charles Lindbergh auf Goddard aufmerksam und gewann Daniel Guggenheim dafür, seine Raketenversuche zu unterstützen.
Ab Oktober 1930 arbeitete Goddard in Roswell und erreichte dort mit seinem fünften Raketenstart neue Bestwerte. Die Rakete erreichte eine Höhe von 610 Metern und flog mit etwa 800 km/h. Dabei und bei den folgenden Starts wurde Goddard das Problem der Flugstabilisierung bewusst. Er begann mit gyroskopischer Stabilisierung zu experimentieren und führte im April 1932 mit einem Gyroskop, das das Strahlruder im Gasstrom des Triebwerks steuerte, einen Flugtest durch. Obwohl die Rakete nach einem kurzen Aufstieg abstürzte, hatte das Leitsystem funktioniert, und Goddard betrachtete den Test als Erfolg.
Nach knapp drei Jahren Pause startete er am 8. März 1935 eine Rakete, die als erste mit einer Geschwindigkeit von 1125 km/h die Schallmauer durchbrach. Am 28. März 1935 schaffte er mit einem weiteren Start einer kreiselstabilisierten Rakete den Durchbruch. Die Rakete erreichte eine Höhe von 1460 Metern und flog fast 4000 Meter weit.
Goddard starb 1945 im Alter von 62 Jahren an Kehlkopfkrebs.

## Auszeichnungen und Ehrungen

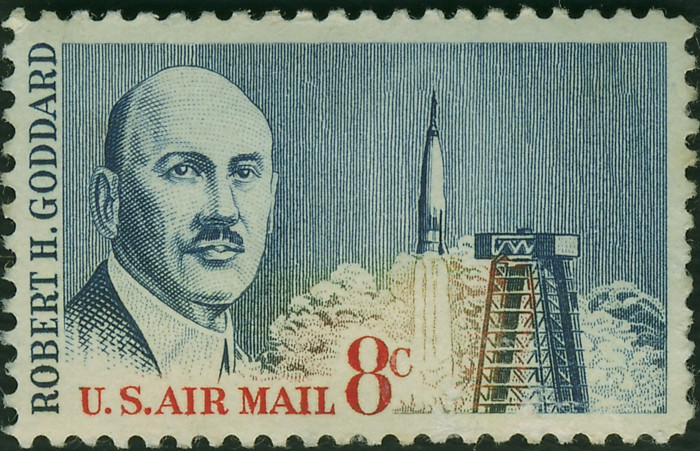
Robert H. Goddard auf einer US-amerikanischen Briefmarke (1964)

Erst im Zuge der weiteren Raketenentwicklung nach dem Zweiten Weltkrieg wurde ihm die verdiente Anerkennung zuteil – unter anderem durch die Namensgebung des Goddard Space Flight Center.
Der Mondkrater Goddard ist nach ihm benannt, ebenso eine am 26. März 2007 veröffentlichte Version der Software Autodesk Inventor und ein Asteroid, (9252) Goddard.
Goddard hat Anfang des 20. Jahrhunderts zwei Mal den Prix international d'astronautique (REP-Hirsch-Preis) verfehlt. Bei der ersten Vergabe im Jahr 1929 wurde seine Arbeit nicht berücksichtigt, weil sie „nicht fortschrittlich genug“ war. Bei der vierten Vergabe im Jahr 1934 reichte der als Favorit gehandelte Goddard seine Arbeit nicht fristgerecht ein. Die Société astronomique de France sprach ihm daraufhin in der 50. Ausgabe ihres Bulletin L'Astronomie ein großes Bedauern darüber aus.